# Сецесіон
Сецесіон (нім. Secession, Sezession, від лат. secessio — відділення, відокремлення) — в мистецтві назва декількох груп прогресивних художників, що відхилилися від визнаних і консервативних художніх організацій на території Австрії та Німеччини.

## Історія
Сформувався в Мюнхені в 1892. За ним виник рух берлінського сецесіону, створений Максом Ліберманом в 1892, куди входили такі художники, як Ловіс Корінт. Найвідоміша група, створена в Відні, віддавала перевагу високо орнаментальному стилю ар нуво перед панівним академізмом. Незабаром створений цією групою розпис стелі аудиторії Віденського університету був відкинутий як скандальний через еротичний символізм.
Також напрямок мав великий вплив на Еґона Шіле.